# إلينور فرانسيس فالنتين
كانت إلينور فرانسيس فالنتين (نيكول سابقاً) عالمة نبات بريطانيّة ورسّامة نبات أيضاً؛ قامت بجمع عينات نباتية مهمة من جزر فوكلاند. كما شاركت في تأليف كتاب «الرسوم التوضيحية للنباتات المزهرة والسراخس في جزر فوكلاند» في عام 1921، مع زميلتها في علم النبات إنيد ماري كوتن. تم اعتبار هذا العمل ذو قيمة خاصة بسبب الرسوم التوضيحية النباتية لفالنتين.

## جمع النبات
نشأت فالنتين في روي كوف وفي خليج شالو في غرب جزر فوكلاند. خلال حياتها هناك، جمعت عينات من الحياة النباتية في الجزر وقامت بدراستها. قامت فالنتين بجمع العديد من العينات النباتية من مواقع مختلفة من جزر فوكلاند بين عامي 1909 و1911؛ والتي تعرض اليوم في المتحف البريطاني وحدائق كيو الملكية لعلم النبات ومتحف مانشستر. قامت فالنتين أيضاً بجمع عينات من الأعشاب البحرية ذات القيمة العلمية الخاصة. كما تعاونت مع آرثر ديسبرو كوتن، من أجل تزويده بالعينات اللازمة ليتمكن من إجراء أول دراسة شاملة على اللازهريات في جزر فوكلاند.
تعاونت فالنتين أيضاً مع عالم النبات تشارلز هنري رايت وجمعت النباتات له، وذلك من أجل تزويده بالملاحظات والرسومات التوضيحية ؛ بالإضافة إلى إضافة الرسومات التوضيحية لورقته العلمية «طحالب ونباتات كبدية من جزر فوكلاند الغربية، بناءً على مجموعة السيدة إلينور فالنتين»، والتي نشرت في مجلة علم النبات لجمعية لينيان.
في عام 1912، قدمت فالنتين مجموعتها التي تضم نحو 930 عينة نباتية مجمّعة من جزر فوكلاند الغربية إلى حدائق كيو الملكية لعلم النبات.

## الرسوم التوضيحية
بالإضافة إلى تقديم الرسوم التوضيحية للأوراق العلمية، شاركت فالنتين في كتابة ورسم الأشكال التوضيحية لكتاب «الرسوم التوضيحية للنباتات المزهرة والسراخس في جزر فوكلاند»؛ واعتبر سيسيل فيكتور بولي ماركو هذه الرسومات «جميلة». كما عرضت فالنتين رسومها التوضيحية في المعرض الثالث والسبعين للجمعية الملكية للفنون التطبيقية في كورنوال في عام  1912، وكذلك في معرض الإمبراطورية البريطانية في عام 1924 في بلاط جزر فوكلاند.
يحتوي متحف مانشستر بعض العينات التي استخدمتها فالنتين لرسم الأشكال التوضيحية الملونة.

## العائلة
تزوجت فالنتين من زميلها عالم الطبيعة روبرت فالنتين.